# Eustrotia bryophiloides
Eustrotia bryophiloides is een vlinder uit de familie van de uilen (Noctuidae). De wetenschappelijke naam van deze soort is voor het eerst voorgesteld als Erastria bryophiloides door Francis Walker in een publicatie uit 1869.